# Batterie de Peyras
Pour les articles homonymes, voir Peyras.
La batterie de Peyras est un ouvrage défensif de la place forte de Toulon situé sur la commune de La Seyne-sur-Mer et maintenant transformé en musée. Il surplombe la rade de Toulon et culmine à 196 m. C'est le seul exemple en France d'une batterie encore armée de canons opérationnels, en parfait état de conservation.

## Historique
La batterie fut construite en 1879 au moment de tensions entre d'une part la jeune Troisième République française et d'autre part le Royaume-Uni et surtout l'Italie en Méditerranée.
Il s'agit d'une batterie côtière de gros calibre destinée à défendre l'espace compris entre l'isthme des Sablettes et la pleine mer. Sa situation lui permettait de croiser ses feux avec ceux de la batterie de Saint-Elme. Placée à une altitude de 196 mètres elle pouvait soumettre des vaisseaux ennemis à un tire plongeant, ce qui lui conférait une redoutable efficacité.
L'armement d'origine se composait des éléments suivants :
- 3 pièces de 24 cm ;
- 8 pièces de 19 cm ;
- 2 pièces de 16 cm.

En 1912, l'armement comprenait :
- 4 pièces de 240 mm à tir ;
- 4 pièces de 19 cm ;
- 2 pièces de 24 cm.

Une batterie annexe de six pièces de 95 mm a été construite à proximité en 1899. À cette occasion l'aile droite reçut une carapace en béton et son terre-plein d'artillerie fut remanié. Ce matériel fut transféré sur le front du nord-est durant la Première Guerre mondiale.
En 1933, Peyras fut transformé en batterie de DCA avec quatre canons de 90 mm de marine sur affût fixe. À partir de 1943, les troupes d'occupation allemandes installèrent une batterie de Flak de six canons de 88 mm. Après la Libération, la Marine nationale transforma le site en école de lutte antiaérienne, en y installant les quatre canons allemands de 105 mm qui s'y trouvent encore aujourd'hui.
La batterie cessa d'être opérationnelle le 1er juin 1957. Elle constitue une des bases d'opérations du Commando Trépel jusqu'en 1967. La Marine nationale, propriétaire du site, a entrepris sa restauration en 1997 et a confié à l'association GMC la conservation du musée.

## Description

### Caserne
La cour basse de la batterie est défendue par un fossé et un mur de fusillade crénelé. À l’intérieur se dresse la caserne casematée conçue pour être à l’épreuve de l’artillerie. Les quatre alvéoles centraux étaient destinés au logement de la troupe et l’alvéole de droite logeait les sous-officiers, l’alvéole de gauche les officiers. En 1880, le personnel était de 29 canonniers et de 68 auxiliaires. Les alvéoles sont couverts par des voutes en maçonnerie d'un mètre d’épaisseur, reposant sur des piédroits de 1,68 m d’épaisseur.
En 1906, afin d’améliorer la résistance à l’artillerie modernisée, le dessus de la caserne a reçu un cuirassement en béton de près de trois mètres d’épaisseur totale.

### Citerne
La citerne de récupération des eaux de pluie a une forme cylindrique. Elle est située au milieu de la cour sous un regard circulaire, sa contenance est de 40 mètres cubes.

### Magasin à poudre
Le magasin à poudre d’origine est complètement enterré sous le terre-plein de la batterie. Son accès se fait par la porte située à gauche de la caserne. Il mesure 16,44 mètres par 5,60 mètres.

### Terre-plein supérieur
La batterie comporte deux ailes d’inégales longueurs disposées en angle. L’aile gauche, longue de 150 mètres, a conservé un aspect proche de celui d’origine. Les pièces d’artillerie étaient disposées sur des plates-formes séparées par les magasins-abris en maçonnerie qui subsistent. Ces ouvrages servaient de magasins à munitions et protégeaient les pièces contre les tirs d’enfilade. Les emplacements de tir ont été successivement modifiés pour permettre l'installation d'un canon de Flak 88 mm et deux canons de 105 mm sous coupole.
L’aile droite, longue de 102 mètres, a été complètement remaniée avant la Première Guerre mondiale, afin d’offrir une meilleure protection à l’artillerie modernisée. Sa disposition rectiligne est typique des batteries de côte construites en 1901.
Les emplacements de tir sont séparés par des magasins de combat en béton comportant une soute à gargousses encordée entre deux soutes à projectiles. La desserte des magasins et les mouvements de personnel se faisaient par le terre-plein arrière.

### Canons

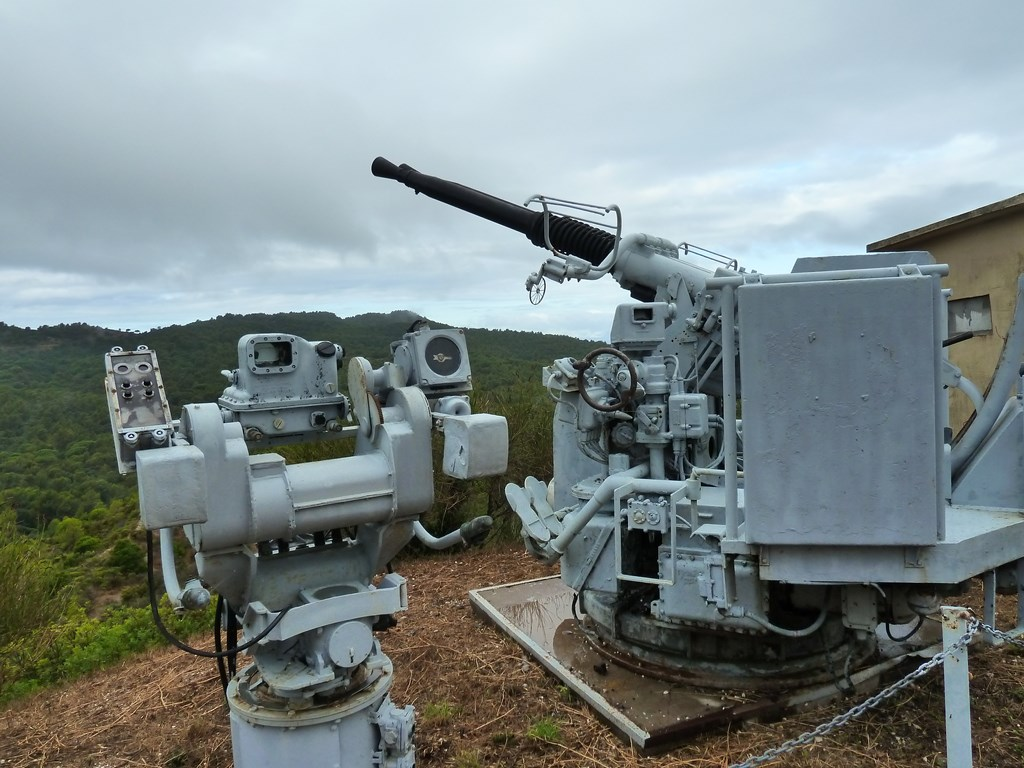
Pièce d'artillerie de la batterie de Peyras.

Les quatre canons en place provenaient de la région de Lorient. Ce sont des canons de Marine de 105 mm, modèle SKC 32 sous coupole blindée. Le pointage en site se fait manuellement, la rotation en azimut est motorisée mais elle est possible à la main. Leur portée maximale est de 15 350 m.